# Kolonia Siedliska
Kolonia Siedliska – wieś w Polsce położona w województwie lubelskim, w powiecie łukowskim, w gminie Wojcieszków
W latach 1975–1998 miejscowość należała administracyjnie do województwa siedleckiego.